# Fernando Codá Marques
Fernando Codá dos Santos Cavalcanti Marques (8 de octubre de 1979) es un matemático brasileño que trabaja principalmente en geometría.
En 2012 fue galardonado con el Premio Ramanujan ICTP. Con André Neves, demostró la conjetura de Willmore.
En 2016 ambos fueron los ganadores del Premio Oswald Veblen en Geometría.